# Aspidoglossum eylesii
Aspidoglossum eylesii är en oleanderväxtart som först beskrevs av Spencer Le Marchant Moore, och fick sitt nu gällande namn av F.K. Kupicha. Aspidoglossum eylesii ingår i släktet Aspidoglossum och familjen oleanderväxter. Inga underarter finns listade i Catalogue of Life.